# Domingo Zaldúa
Domingo Zaldúa Anabitarte (San Sebastián, 10 luglio 1903 – San Sebastián, 17 giugno 1986) è stato un calciatore spagnolo, di ruolo difensore.

## Carriera

### Club
Ha sempre giocato nel campionato spagnolo.

### Nazionale
Ha realizzato 4 gol nelle 5 partite che ha disputato con la maglia della propria Nazionale.